# Kai Pahlman
Kai Pahlman (Helsinki, 8 luglio 1935 – 8 marzo 2013) è stato un calciatore finlandese, di ruolo attaccante.

## Carriera

### Nazionale
Il 29 agosto del 1954 esordisce contro la Norvegia (3-1). Il 22 settembre 1957 gioca per la prima da capitano contro la Svezia (5-1). Riprende la fascia solo nel 1963, giocando altri undici incontri da capitano.

## Palmarès

### Club
- Campionato finlandese: 2

HPS: 1957
Reipas Lahti: 1970
- Coppa di Finlandia: 3

HPS: 1962
HJK: 1966
Reipas Lahti: 1972

### Individuale
- Capocannoniere del campionato finlandese: 3

1958 (17 gol, ex aequo con Kalevi Lehtovirta), 1961 (20 gol), 1965 (22 gol)
- Calciatore finlandese dell'anno secondo i giornalisti sportivi: 1

1958
- Calciatore finlandese dell'anno secondo Suomen Palloliitto: 1

1958